# Шлемовидная бычья акула
Шлемовидная бычья акула (лат. Heterodontus galeatus) — довольно редкий вид хрящевых рыб рода бычьих акул семейства разнозубых акул. Обитает в западной части Тихого океана, эндемик прибрежных вод восточного побережья Австралии. Встречается от берега до глубины 93 м. Отличается от прочих бычьих акул крупными размерами надглазничных выступов и окраской, состоящей из крупных тёмных пятен, разбросанных по светлому фону. Максимальная зафиксированная длина 1,2 м.
Это донный хищник, который ведёт ночной образ жизни и держится на каменистых рифах или в зарослях водорослей. Рацион в основном состоит из морских ежей и прочих мелких животных. Размножается, откладывая яйца. Половая зрелость наступает поздно, одна самка не откладывала в неволе яйца до 12-летнего возраста. Не является объектом целевого рыбного промысла.

## Таксономия
Британский биолог Альберт Гюнтер опубликовал первое научное описание шлемовидной бычьей акулы под названием Cestracion galeatus в 1870 году. Позднее этот вид был отнесён к роду Gyropleurodus, затем к Molochophrys и лишь потом к Heterodontus. Видовой эпитет лат. galeatus означает «одетый в шлем» и объясняется наличием характерных крупных надглазничных выступов. Голотип, представляет собой самку длиной 68 см, пойманную у берегов Австралии.

## Ареал
Шлемовидные бычьи акулы являются эндемиком западной части Тихого океана и обитают в тёплых умеренных водах вдоль восточного побережья Австралии от Кейп Мортон, Квинсленд, до Бэйтманс Бэй, Новый Южный Уэльс. Есть несколько сомнительных записей о присутствии этого вида у полуострова Кейп-Йорк на севере и у берегов Тасмании на юге. В большей части своего ареала шлемовидные бычьи акулы делят среду обитания с австралийской бычьей акулой, однако они встречаются гораздо реже, за исключением юга Квинсленда и севера Нового Южного Уэльса, где они имеют тенденцию заменять другие виды.
Эти донные рыбы держатся на континентальном шельфе от зоны прибоя до глубины 93 м, чаще на глубоководье. Они предпочитают каменистые рифы и заросли водорослей.

## Описание
У шлемовидных бычьих акул массивная голова с тупым и коротким рылом. Надглазничные выступы у этого вида самые крупные среди всех представителей бычьих акул. Между ними на голове пролегает глубокая выемка. Мигательные перепонки отсутствуют. Позади глаз имеются к крошечные брызгальца. Ноздри обрамлены на входящие и выходящие отверстия длинными кожными лоскутами, которые доходят до рта. Входные отверстия окружены углублениями, в то время как другое углубление соединяет выходные отверстия и рот. Передние зубы небольшие и заострённые. Каждый зуб оканчивается центральным остриём, по бокам которого имеются небольшие зубчики. Боковые зубы крупнее, вытянуты продольно и имеют форму моляров. По углам рта имеются глубокие борозды.
Тело имеет форму цилиндра. Грудные плавники крупные и закруглённые. Спинные плавники тоже закруглены. Первый спинной плавник крупнее второго. Его основание начинается над серединой основания грудных плавников. У основания обоих спинных плавников имеется вертикальный шип. Основание второго спинного плавника находится между основаниями брюшных и анального плавников. Анальный плавник почти в два раза меньше обоих спинных плавников, его основание позади основания второго спинного плавника. Хвостовой плавник широкий. У края верхней лопасти имеется большая вентральная выемка. Кожа шлемовидных бычьих акул покрыта крупными и грубыми кожными зубчиками. Окрас светло-коричневого цвета, по основному фону разбросаны пять тёмных седловидных отметин. Максимальная зафиксированная длина 1,2 м.

## Биология
Шлемовидные бычьи акулы — медлительные пловцы, которые ведут ночной образ жизни. В поисках пищи эти акулы протискивают голову в каменистые расщелины. Их рацион в основном состоит из морских ежей Centrostephanus rodgersii и Heliocardis erythrogramma, кроме того они охотятся на различных беспозвоночных и мелких костистых рыб. Постоянная диета из морских ежей окрашивает зубы и плавниковые шипы шлемовидных акул в пурпурный цвет. Излюбленной пищей этих акул являются яйца австралийской бычьей акулы, в большом количестве появляющиеся в определённое время года и богатые питательными веществами. Наблюдали за тем, как шлемовидные акулы прокусывали твердую оболочку яйцевой капсулы и высасывали содержимое. Кроме того, они могут проглотить капсулу целиком. В отличие от австралийских шлемовидные бычьи акулы, скорее всего, не образуют больших скоплений.
Шлемовидные бычьи акулы размножаются, откладывая яйца и имеют круглогодичный репродуктивный цикл. Самки откладывают 10—16 яиц в год с конца зимы (июль и август), хотя в некоторых источниках отмечают, что кладка происходит в течение года. Капсулы, в которые заключены яйца, имеют 11 см в длину. Снаружи имеется спиралевидный гребень, обвивающий её 6—7 раз, на одном конце расположены тонкие усики длиной до 2 см, которыми капсула крепится к водорослям или губкам. Как правило, самки откладывают яйца на глубине 20—30 м, что существенно глубже по сравнению с австралийскими бычьими акулами. С момента откладки до вылупления детёнышей проходит от 5 до 8—9 месяцев; длина новорожденных 17—22 см, внешне они очень похожи на уменьшенных взрослых акул. Наименьший размер (17 см) имел детёныш, вылупившийся в неволе. Самцы и самки достигают половой зрелости при длине 60 см и 70 см, соответственно. Известно, что одна самка, содержащаяся в неволе, прибавляла в среднем по 5 см в год и не откладывала яйца до 12-летнего возраста.

## Взаимодействие с человеком
В обычных условиях эти акулы не представляют опасности для человека. Они не являются объектом промышленной добычи. Любительская рыбалка не оказывает существенного влияния на численность этих акул, поскольку они редко подходят к берегу. Изредка их ловят на крючок или добывают с помощью гарпуна. Много акул попадается в сети, ограждающие пляжи. Однако эти акулы выносливы и чаще всего выживают, когда их выпускают обратно в воду. Международный союз охраны природы присвоил этому виду статус «Вызывающий наименьшие опасения».